# Bassano Virtus 55 Soccer Team 2008-2009
Questa pagina raccoglie le informazioni riguardanti il Bassano Virtus 55 Soccer Team nelle competizioni ufficiali della stagione 2008-2009.

## Rosa
| N. |                   | Ruolo | Calciatore           |
| -- | ----------------- | ----- | -------------------- |
|    | Italia (bandiera) | D     | Andrea Basso         |
|    | Italia (bandiera) | D     | Alessandro Beccia    |
|    | Italia (bandiera) | A     | Emanuele Berrettoni  |
|    | Italia (bandiera) | A     | Andrea Bisso         |
|    | Italia (bandiera) | A     | Alessandro Cesca     |
|    | Italia (bandiera) | C     | Andrea Chiopris Gori |
|    | Italia (bandiera) | C     | Andrea Cosner        |
|    | Italia (bandiera) | C     | Antonio Crucitti     |
|    | Italia (bandiera) | C     | Domenico De Simone   |
|    | Italia (bandiera) | A     | Gianni Fabiano       |
|    | Italia (bandiera) | C     | Stefano Favret       |
|    | Italia (bandiera) | D     | Shadi Ghosheh        |

| N. |                     | Ruolo | Calciatore        |
| -- | ------------------- | ----- | ----------------- |
|    | Italia (bandiera)   | P     | Vincenzo Grillo   |
|    | Italia (bandiera)   | D     | Christian Jidayi  |
|    | Italia (bandiera)   | A     | Giacomo Lorenzini |
|    | Italia (bandiera)   | C     | Achille Mazzoleni |
|    | Italia (bandiera)   | C     | Elia Pavesi       |
|    | Italia (bandiera)   | D     | Michele Pellizzer |
|    | Italia (bandiera)   | A     | Roberto Rondon    |
|    | Italia (bandiera)   | D     | Antonio Sinicropi |
|    | Italia (bandiera)   | C     | Lorenzo Staiti    |
|    | Italia (bandiera)   | A     | Mattia Turetta    |
|    | Italia (bandiera)   | D     | Gianluca Zattarin |
|    | Slovenia (bandiera) | A     | Emil Zubin        |